# 12154 Callimachus
12154 Callimachus è un asteroide della fascia principale. Scoperto nel 1971, presenta un'orbita caratterizzata da un semiasse maggiore pari a 3,0160510 UA e da un'eccentricità di 0,0590719, inclinata di 9,97738° rispetto all'eclittica.